# 山下治広
山下 治広（やました はるひろ、1938年11月11日 - ）は、愛媛県宇和島市出身の元体操競技選手で、日本体育大学名誉教授。跳馬のスペシャリストとしてその名を世界に知らしめた人物でもある。結婚後に叔母の松田家に養子縁組したために、松田治広と姓名を改めた。なお名前は、旧字体の「治廣」表記も用いられる。

## 略歴
愛媛県立宇和島東高等学校、日本体育大学出身。
1961年に日本体育大学を卒業し、同大学助手となり選手としても活動する。日本体育大学の体操体育館に寝泊まりしながら猛練習に明け暮れる中、ある学生が高く飛んで屈伸させながら跳馬を飛ぶ姿にヒントを得て前転と屈伸での着地を組み込んだ「山下跳び」を編み出す。山下はこの新技を引っさげて1962年世界体操競技選手権（チェコスロバキア・プラハ）の種目別跳馬で銀メダルを獲得した。
山下は1964年東京オリンピックで『外国勢が山下跳びを真似してくるだろう』と考え、新技の開発に乗り出す。青森県八戸市での合宿の際に目にしたトランポリンを試しに跳んでみたところ、「ひねりの練習に効果的だ」と気付き、トランポリンを使って自身にひねりの感覚を覚えさせた。そしてオリンピック本番ではひねりを加えた「新・山下跳び」を披露し、金メダルに輝いた。
山下は東京オリンピック閉幕直後に2歳下の女性と結婚するが、その際に幼少時から面倒を見てくれた叔母と養子縁組したことにより松田姓を名乗っている。
1966年の世界体操競技選手権（西ドイツ・ドルトムント）でも団体総合と個人種目別跳馬で金メダルを獲得。1968年まで現役選手として活動し、日本体育大学で指導者となり、監物永三や塚原光男などの指導を行った。また1970年代にはインディアナ州立大学でバイオリズムなどの研究にも携わった。
1976年モントリオールオリンピックでは女子コーチ、日本選手団の総務として参加した。1990年の第11回アジア競技大会（北京）では体操日本代表の監督を務めた。
日本体操協会では女子強化委員長や専務理事などの要職を務め、2000年には日本人選手として竹本正男、小野喬、遠藤幸雄に次いで4人目となるオクラホマシティにある国際体操殿堂入りを果たした。また同年に故郷の宇和島市より名誉市民号を贈られた。2017年秋の叙勲で瑞宝中綬章を受章。
日本体育大学時代の同級生に俳優の千葉真一がいる。現在日体大を定年退職後、体育系大学予備校の体育進学センター校長を務めている。

## 主な記録
- 1962年世界体操競技選手権団体優勝、個人総合7位、跳馬2位
- 1964年東京オリンピック団体優勝、個人総合6位、跳馬優勝、鞍馬4位
- 1966年世界体操競技選手権団体優勝、個人総合10位、跳馬優勝